# Дјетва
Дјетва (слч. Detva, мађ. Gyetva) град је у Словачкој, који се налази у оквиру Банскобистричког краја, где је седиште истоименог округа Дјетва.

## Географија
Дјетва је смештена у средишњем делу државе. Главни град државе, Братислава, налази се 220 км југозападно од града.
Рељеф: Дјетва се развила у области Татри. Подручје око град је планинско, а град је смештен на приближно 400 m надморске висине.
Клима: Клима у Дјетви је умерено континентална.
Воде: Кроз јужни део града протиче река Слатина.

## Историја
Људска насеља на овом простору датирају још из праисторије. Насеље под данашњим именом први пут се спомиње 1636, као место насељено Словацима. Насеље је следећих векова било село, да би тек 1965. године добило градска права.
Крајем 1918. Дјетва је постала део новоосноване Чехословачке. У време комунизма град је нагло индустријализован, па је дошло до наглог повећања становништва. После осамостаљења Словачке град је постао њено значајно средиште, али је дошло до привредних тешкоћа у време транзиције.

## Становништво
| Година:    | 1994.  | 2004.   | 2014.   | 2024.   |
| ---------- | ------ | ------- | ------- | ------- |
| Број људи: | 15 276 | 15 043  | 14 965  | 13 523  |
| Разлика:   |        | -1,52 % | -0,51 % | -9,63 % |

| Година:    | 2023.  | 2024.   |
| ---------- | ------ | ------- |
| Број људи: | 13 629 | 13 523  |
| Разлика:   |        | -0,77 % |

Данас Дјетва има око 15.000 становника и последњих година број становника полако опада.
Етнички састав: По попису из 2001. састав је следећи:
- Словаци - 96,1%%,
- Роми - 1,8%%
- Чеси - 0,7%%,
- остали.

Верски састав: По попису из 2001. састав је следећи:
- римокатолици - 78,0%,
- атеисти - 13,1%%,
- лутерани - 4,5%,
- остали.